# Al-Mansūr (Abbaside)
Abū Dschaʿfar al-Mansūr, mit vollem Namen Abū Dschaʿfar ʿAbd Allāh ibn Muhammad ibn ʿAlī al-Mansūr bi-llāh (arabisch ابو جعفر عبد الله بن محمد بن علي المنصور بالله, DMG Abū Ǧaʿfar ʿAbd Allāh ibn Muḥammad ibn ʿAlī al-Manṣūr bi-llāh), (* August 714; † 7. Oktober 775) war der zweite Kalif der Abbasiden (754–775), eigentlicher Begründer des abbasidischen Reiches und Gründer der Stadt Bagdad.

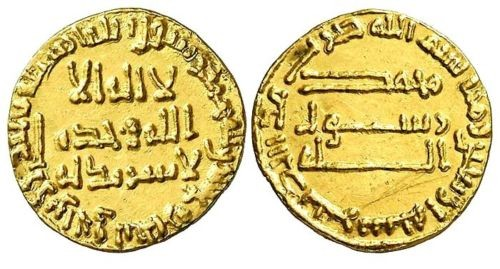
Dinar aus der Regierungszeit al-Mansurs

## Der Weg zum Kalifat
Abu Dschafar wurde 709 in al-Humaima östlich des Jordans, wo die Abbasiden-Familie damals lebte, geboren. Zwischen 744 und 746 nahm er an dem erfolglosen Aufstand des Talibiden ʿAbdallāh ibn Muʿāwiya gegen die Umayyaden teil. Während des Kalifats seines Bruders Abu l-Abbas as-Saffah (749–754) war er Statthalter der Dschazīra und Armeniens und designierter Thronfolger. Als Abu l-Abbas am 9. Juni 754 starb, ließ man im Irak al-Mansūr als neuem Kalifen huldigen. Der neue Kalif selbst befand sich zu diesem Zeitpunkt mit Abū Muslim, dem Gouverneur von Chorassan, auf Wallfahrt in Mekka. Dort wurde ihm ebenfalls gehuldigt.

## Die Revolte des ʿAbdallāh ibn ʿAlī
Al-Mansur musste allerdings seine Herrschaft zunächst gegen seinen Onkel ʿAbdallāh ibn ʿAlī durchsetzen, der zu jener Zeit im Begriff war, mit einem Heer von Syrern und Chorasanern das Byzantinische Reich anzugreifen. Als der die Nachricht vom Tode as-Saffāhs vernahm, kehrte er zurück und nahm in Harran das Kalifat für sich selbst in Anspruch. Mit der Behauptung, dass Abū l-ʿAbbās versprochen habe, ihn zu seinem Nachfolger zu bestimmen, als er 750 den Oberbefehl gegen Marwan II. übernommen hatte, erkannte ʿAbdallāh das Kalifat von al-Manṣūr nicht an. Der sandte Abu Muslim gegen ihn aus, der ʿAbdallāh ibn ʿAlī im November 754 bei Nisibis in die Flucht schlagen konnte.

## Ermordung Abū Muslims
Als Abū Muslim al-Mansūr über seinen Sieg unterrichtete, sandte jener einen Boten aus, um die bei Nisibis gemachte Beute aufzunehmen. Darüber geriet Abū Muslim in Zorn. Um ihn besser kontrollieren zu können und von seiner Anhängerschaft zu trennen, ernannte al-Mansūr Abū Muslim zum Gouverneur von Ägypten und Syrien, doch weigerte sich Abū Muslim, dieses Amt zu übernehmen, und trat den Heimweg nach Chorasan an. Nach einem längeren Briefwechsel, bei dem der Kalif Abū Muslim unter Androhung des Todes befahl, in die Hauptstadt zu kommen, und nach verschiedenen Vermittlungsversuchen ließ sich Abū Muslim schließlich im Februar 755 doch dazu überreden, den Kalifen aufzusuchen. Al-Mansūr ließ ihn im Palast durch den Chef seiner Leibgarde, ʿUthmān ibn Nahīk al-ʿAkkī, und vier weitere Männer ermorden. In Chorāsān versuchte hieraufhin der Zoroastrier Sunbādh, den Mord an Abū Muslim zu ahnden, und zettelte einen Aufstand an, der jedoch sehr bald niedergeschlagen werden konnte.

## Auseinandersetzung mit den Aliden
Schon von Anfang seines Kalifats an fürchtete al-Mansūr die Aliden, insbesondere die beiden Brüder Muhammad an-Nafs az-Zakīya und Ibrāhīm ibn ʿAbdallāh, die den Abbasiden die Macht streitig machten. Sie hatten sich im Juni 754 verborgen gehalten und auf diese Weise deutlich gemacht, dass sie sein Kalifat nicht anerkannten. Al-Mansūr ließ nach ihnen überall im Reich suchen. Bei seiner Wallfahrt im Jahre 758 erfuhr er, dass Muhammad in den Bergen des Stammes Dschuhaina westlich von Medina lebte, doch konnte er ihn dort nicht ergreifen lassen. Um der beiden Brüder habhaft zu werden, ließ er 758 ihren Vater ʿAbdallāh gefangensetzen und in der Haft misshandeln. Muhammad und Ibrāhīm reisten unterdessen auf der Arabischen Halbinsel umher und sammelten Anhänger um sich, ohne aber irgendwo offen hervorzutreten.
Besonders beunruhigte al-Mansūr die Tatsache, dass Muhammad an-Nafs az-Zakīya den angesehenen Gelehrten ʿAmr ibn ʿUbaid (gest. 761) angeschrieben hatte, um ihn auf seine Seite zu ziehen. Hieraufhin ließ er ʿAmr kommen und befragte ihn zu seinem Kontakt mit Muhammad. ʿAmr teilte ihm mit, dass er Muhammads Wunsch nicht entsprochen habe, lehnte den Treueschwur, den al-Mansūr von ihm forderte, jedoch ab, mit dem Argument, dass er, wenn er ihn aus Taqīya belogen hätte, er auch bei seinem Schwur Taqīya anwenden könne. Die Mahnpredigt, die ʿAmr ibn ʿUbaid dem Kalifen bei dieser Gelegenheit gehalten haben soll, wird in vielen Werken der arabischen Literatur überliefert.
Nachdem Ziyād ibn ʿUbaidallāh, der Statthalter von Medina, im Jahre 759 eine Gelegenheit, Muhammad ergreifen zu lassen, nicht genutzt hatte, ließ al-Mansur ihn in Fesseln legen und durch Muhammad ibn Chālid al-Qasri ersetzen. Al-Qasrī gab viel Geld für die Verfolgung der beiden Aliden aus, konnte damit aber auch nichts ausrichten. Ende 761 ernannte al-Mansūr schließlich Riyāh ibn ʿUthmān, der ihm versprach, die beiden Brüder ausfindig zu machen, zum Statthalter von Medina. Riyāh konnte tatsächlich Muhammads Versteck am Berg Radwā ausfindig machen, doch entwischte ihm Muhammad kurz vor seiner Entdeckung. Um Muhammad zu zwingen, zum Vorschein zu kommen, befahl der Kalif al-Mansūr, alle Hasaniden in Medina ergreifen zu lassen und in Ketten gefesselt in den Irak zu überführen. Der Kalif ließ einige von ihnen auspeitschen, andere enthaupten oder lebendig begraben.
Am 22. September 762 schließlich erschien Muhammad an-Nafs az-Zakīya vor Medina, nahm die Stadt im Handstreich ein und setzte Riyāh gefangen. Mehrere bedeutende Persönlichkeiten der Stadt, darunter der Rechtsgelehrte Mālik ibn Anas, kündigten den Abbasiden die Loyalität auf und schlossen sich ihm an. Ein Verwandter Muhammads, al-Hasan ibn Muʿāwiya, wurde als Statthalter nach Mekka geschickt, konnte diese Stadt ebenfalls in Kürze in seine Gewalt bringen und die Bewohner auf die Seite der Aliden ziehen. Es kam zu einem Briefwechsel zwischen al-Mansūr und Muhammad, in dem der Kalif dem Rebellen, für den Fall, dass er sich ergebe, völlige Straffreiheit in Aussicht stellte. Nachdem dies keine Wirkung gezeigt hatte, schickte er seinen Verwandten ʿĪsā ibn Mūsā mit einem Heer von 4000 Kämpfern gegen ihn aus. Als sich dessen Heer Medina näherte, sagten sich viele Einwohner der Stadt wieder von Muhammad los und rieten ihm, erneut unterzutauchen. Am 6. Dezember wurde er im Kampf getötet, sein Haupt wurde an den Kalifen gesandt.
Muhammads Bruder Ibrāhīm hatte unterdessen mit Unterstützung der Zaiditen die Stadt Basra eingenommen. Zusammen mit seinen Anhängern zog er in Richtung Kufa, um die nur schwach befestigte Stadt einzunehmen. Zu denjenigen, die seinen Aufstand unterstützten, gehörten auch einige Anhänger der Muʿtazila sowie verschiedene Fiqh- und Hadith-Gelehrte wie Abū Hanīfa und al-Aʿmasch. Al-Mansūr ließ zur Abwehr der Aufstandsbewegung Truppen aus Syrien und der Dschazīra kommen und forderte ʿĪsā ibn Mūsā nach der Niederschlagung des Aufstands in Medina auf, sich mit seinen Truppen sofort in den Irak zu begeben. Gemeinsam konnten die kalifalen Truppen Ibrāhīm und seine Anhänger am 21. Januar 763 in Bāchamrā südlich von Kufa besiegen.

## Gründung Bagdads
Schon vor Ausbruch des Aliden-Aufstandes, am 30. Juli 762, hatte al-Mansūr den Grundstein zu seiner Hauptstadt Bagdad gelegt. Nach Niederschlagung des Aufstandes konnte er sich dem Ausbau der Reichsverwaltung widmen. Dieser Ausbau der Verwaltung führte zum steigenden Einfluss der Iraner in der Beamtenschaft, zunehmend aber auch in der Aristokratie. Die Konzentration der Verwaltung in der Person des Kalifen steigerte dessen Macht erheblich. Außerdem begann al-Mansur, die Herrschaft des Kalifen als gottgewollte Theokratie zu interpretieren. Er setzte auch durch, dass der Kalif seinen Nachfolger frei bestimmen konnte, um Machtkämpfe nach seinem Tod zu verhindern.
Al-Mansūr starb am 7. Oktober 775 in Biʾr Maimūn nach einem Sturz von seinem Pferd. Sein von ihm als Thronfolger designierter Sohn al-Mahdi (775–785) folgte ihm als Kalif nach. Die von al-Mansūr gegründete Stadt Bagdad sollte schnell zur bedeutendsten wirtschaftlichen und kulturellen Metropole der muslimischen Welt aufsteigen.